# グイドーニア・モンテチェーリオ
グイドーニア・モンテチェーリオ（伊: Guidonia Montecelio）は、イタリア共和国ラツィオ州ローマ県にある、人口約89,000人の基礎自治体（コムーネ）。
ローマの北東約23kmにある近郊都市で、ローマを除けば県下最大のコムーネ人口を有する。
イタリア空軍のグイドーニア飛行場 (it:Aeroporto di Guidonia) が所在する。

## 地理

### 位置・広がり
ローマ県北東部のコムーネで、コムーネとしてのローマ市に隣接し、その大都市圏 (Rome metropolitan area) に含まれる。グイドーニアの市街は、ローマ中心部から北東へ約23kmの距離にあり、ローマ市を取り囲むグランデ・ラッコルド・アヌラーレ（環状高速道路）の外側約13kmに位置する。ティヴォリからは北西へ約7km、リエーティからは南南西へ約47kmの距離にある。
古代のノメンターナ街道とティブルティーナ街道の間に位置する。

#### 隣接コムーネ
隣接するコムーネは以下の通り。
- サンタンジェロ・ロマーノ - 北
- パロンバーラ・サビーナ - 北東
- サン・ポーロ・デイ・カヴァリエーリ - 東
- マルチェッリーナ - 東
- ティーヴォリ - 南東
- ローマ - 南西
- フォンテ・ヌオーヴァ - 西

### 地勢
地勢はおおむね平坦である。
トラバーチン（石灰質化学沈殿岩、石灰華）によってつくられた段丘地形（石灰華段）で知られる。

### 気候分類・地震分類
グイドーニア・モンテチェーリオにおけるイタリアの気候分類 (it) および度日は、zona D, 1561 GGである。
また、イタリアの地震リスク階級 (it) では、zona 2B (sismicità media) に分類される。

## 歴史
998年、カストルム（要塞）Castrum Monticellorum として建設されたのがこの都市の起こりである。
1915年には、イタリア王立陸軍（Regio Esercito）が航空部隊（Corpo Aeronautico Militare）のための大きな軍用飛行場を建設した。1923年にはイタリア王立空軍（Regia Aeronautica）が発足する。
ベニート・ムソリーニ政権のもと、1937年にこの地域は自治体（コムーネ）となった。「グイドーニア」の名は、この地でパラシュートの試験中に殉職したアレサンドロ・グイドーニ将軍 (it:Alessandro Guidoni) （1880年 - 1928年）に因んでつけられた。
1942年6月には、第二次世界大戦中ながら、イタリア軍の大型輸送機の「サヴォイア・マルケッティ SM.75 GA RT」により、イタリアと日本、もしくは日本の占領地域との飛行を行った。

## 行政

### 分離集落
グイドーニア・モンテチェーリオには、以下の分離集落（フラツィオーネ）がある。
- Albuccione, Bivio di Guidonia, Colle Fiorito, Colleverde, Guidonia (sede comunale), La Botte, Marco Simone, Setteville nord, Montecelio, Pichini, Poggio Fiorito, Setteville, Villalba, Villanova

## 経済・産業
ローマ首都圏に位置するこの都市では、工業が大きな役割を果たしている。
とくに、トラバーチン（建材としても用いられる）の採掘やセメント工業が知られる。また、サービス業も発展している。住民の多くはローマに通勤している。

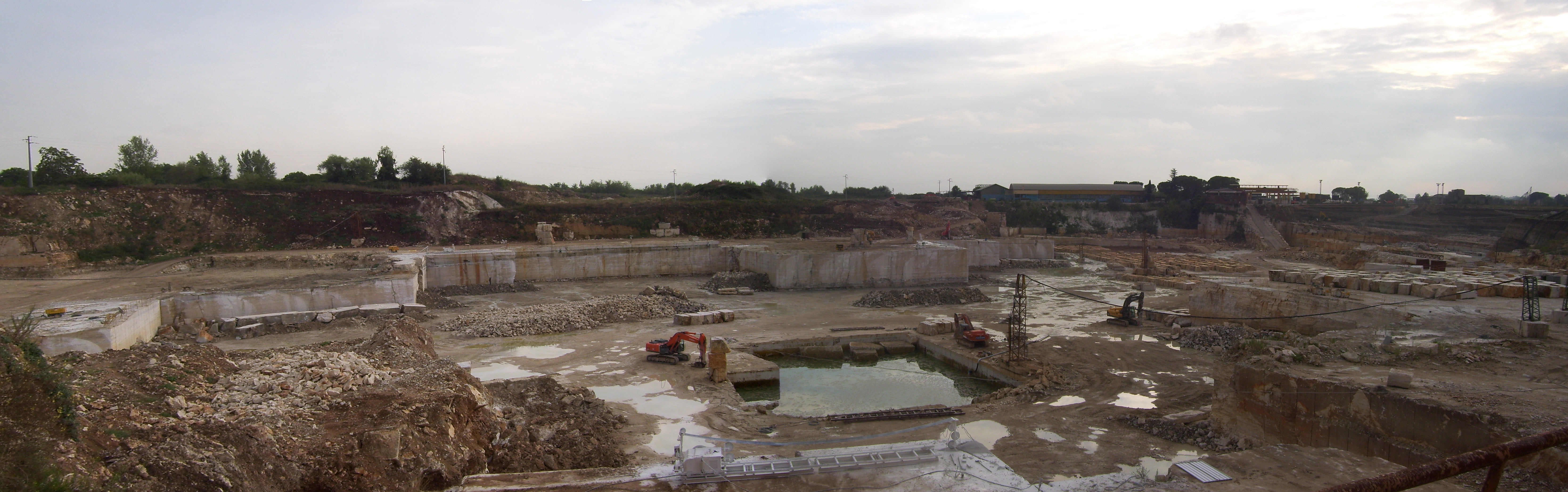
トラバーチンの採石場

## コッレヴェルデ・ディ・グイドーニア天文台
コッレヴェルデ地区 (it:Colleverde) には、コッレヴェルデ・ディ・グイドーニア天文台 (Osservatorio Colleverde di Guidonia) がある。この観測拠点では、V. S. カスッリ (Vincenzo Silvano Casulli) らによって多くの小惑星が発見されている。「コッレヴェルデ」が発見者として登録されている小惑星もあり、2012年6月時点での小惑星センターの集計によれば3個ある。命名されたものには (7529) ヴァニョッツィ (en) がある。

## 交通

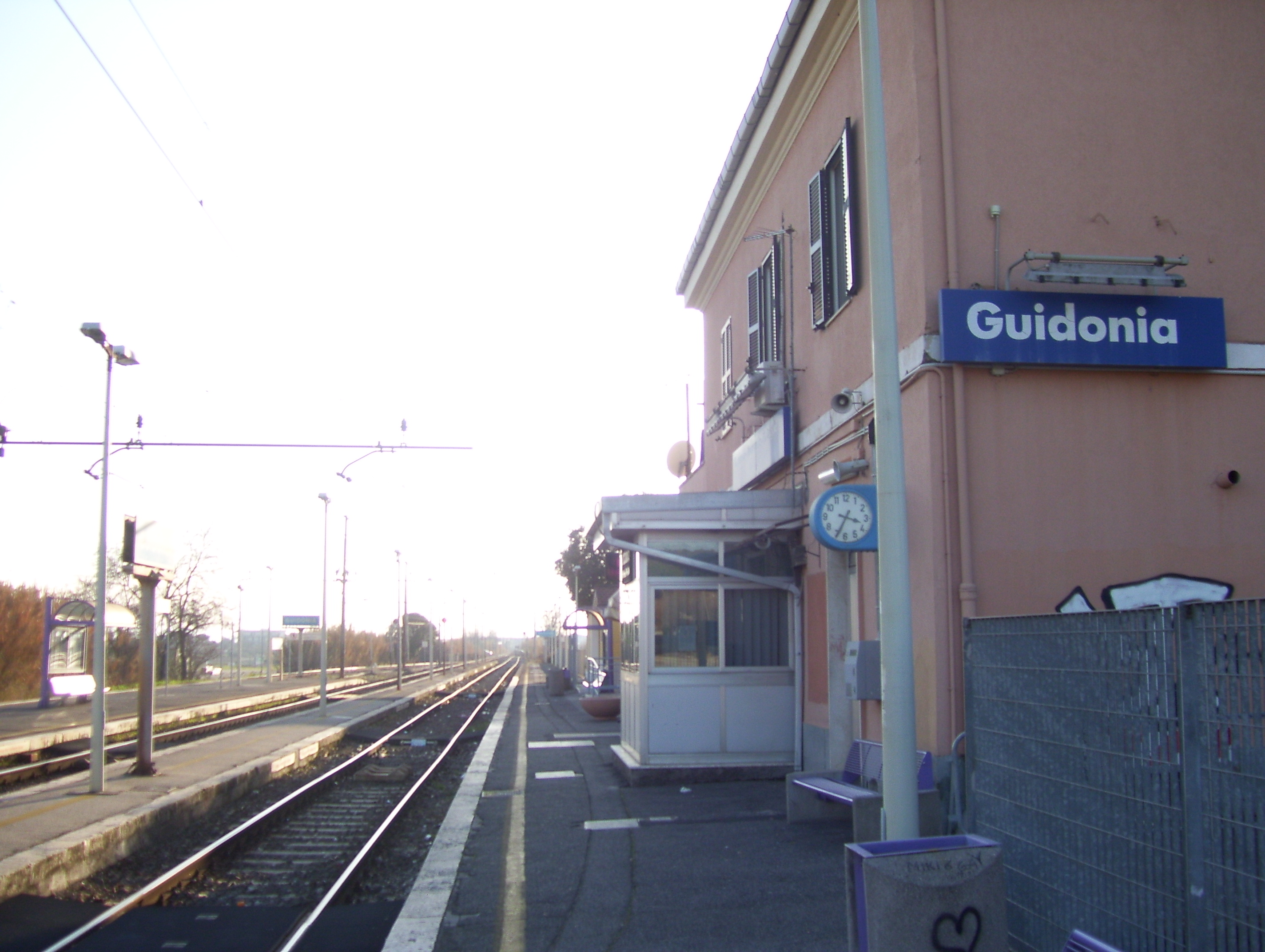
グイドーニア駅

### 道路
高速道路（アウトストラーダ）
- アウトストラーダ A1
〔ミラノ - フィレンツェ - ローマ北〕 - グイドーニア - 〔ローマ南 - アナーニ - ナポリ〕

国道・主要道路
- SS636 (it:Strada statale 636 di Palombara)

### 鉄道
トレニタリア (FS)
- ローマ＝スルモーナ＝ペスカーラ線 (it:Ferrovia Roma-Sulmona-Pescara) 
グイドーニア＝モンテチェーリオ＝サンタンジェロ駅 (it:Stazione di Guidonia-Montecelio-Sant'Angelo)

## 姉妹都市
- ケープ・カナベラル（アメリカ合衆国）
- カシーラ（ロシア）